# Биркина, Софья Васильевна
Софья Васильевна Биркина (по мужу Каратыгина; 24 июня (6 июля) 1811 — 4 (16) августа 1861, Петербург) — русская оперная певица (сопрано), артистка Каменноостровского театра, вторая супруга драматического актёра Петра Каратыгина.

## Биография
Софья Биркина родилась в семье драматического актёра Петербургской императорской труппы В. С. Биркина (? — 1821).
Пению обучалась в Петербургском театральном училище, педагоги: по музыке — К. Кавос, по декламации — Н. Семёнова, причем К. Кавос считал её одной из лучших своих учениц.
В 1829 года дебютировала в петербургском Каменноостровском театре в партии Памиры — опера «Осада Коринфа» Дж. Россини. Сразу была принята в императорскую труппу и в 1829—1849 гг. пела на сцене этого театра.
Пружанский А. М. отмечает: «Обладала голосом красивого тембра и широкого диапазона».
Пела п/у К. Кавоса, К. Э. Соливы и др. дирижёров.
Её сын Пётр Петрович Каратыгин стал известным актёром и литератором.

## Оперные партии
- 1828 — «Севильский цирюльник» Дж. Россини — Розина
- 1829 — «Осада Коринфа» Дж. Россини — Памира (впервые на русской сцене)
- 1831 — «Фра-Дьяволо, или Гостиница в Террачине» Д. Обера — Церлина (впервые на русской сцене)
- 1833 — «Китайские девицы, или Три рода драматического искусства» К. Э. Соливы — ? (первая исполнительница)
- 1834 — «Роберт-Дьявол» Дж. Мейербера — Алиса (впервые в Петербурге)
- 1835 — «Осада Коринфа» Дж. Россини — Памира — на немецком языке впервые в Петербурге
- 1841 — «Аскольдова могила» А. Верстовского — Любаша (впервые в Петербурге)
- 1845 — «Ольга, дочь изгнанника» М. Бернарда — Жена Неизвестного (первая исполнительница)
- 1848 — «Ундина» А. Львова — Берта (первая исполнительница)
- «Элиза и Клавдий» — Элиза
- «Севильский цирюльник, или Тщетная предосторожность» Дж. Пачини — Розина
- «Дон Жуан» В. А. Моцарта — Церлина
- «Вольный стрелок» К. М. Вебера — Агата; в этой партии конкурировала с известной немецкой певицей Г. Зонтаг[1]
- «Агнесса» (другое название «Отец и дочь») Ф. Паэра — Агнесса

Партнёры: С. Я. Байков, С. С. Гулак-Артемовский, П. И. Гумбин, Н. О. Дюр, А. Ефремов, Л. И. Леонов, Е. Рыкалова-Марсель, О. А. Петров, В. М. Самойлов, М. М. Степанова.